# Herbert Baumann (beeldhouwer)
Herbert Baumann (Blumberg, 4 januari 1927 – Stuttgart, 22 mei 1990) was een Duitse beeldhouwer.

## Leven en werk
Baumann startte van 1948 tot 1950 zijn opleiding bij de beeldhouwer Walter Schelenz aan de Kunsthandwerkschule in Bonndorf im Schwarzwald. Van 1950 tot 1952 volgde hij een opleiding als steenhouwer en hij studeerde van 1952 tot 1955 beeldhouwkunst bij Otto Baum aan de Staatliche Akademie der Bildenden Künste Stuttgart. In 1955 bracht hij een jaar door als stagiair in Parijs. Van 1956 tot 1959 studeerde hij aansluitend bij Karl Hartung aan de Hochschule für bildende Künste Berlin. In 1963 bezocht Baumann Japan en vanaf 1965 was hij hoogleraar beeldhouwkunst aan de academie in Stuttgart. Hij kreeg in 1966 de Wilhelm-Lehmbruck-Förderpreis van de stad Duisburg.

## Symposia
In 1960 werd Baumann uitgenodigd voor deelname aan het tweede Symposion Europäischer Bildhauer van Karl Prantl voor steenbeeldhouwers in het Oostenrijkse Sankt Margarethen im Burgenland. In 1961 richtte hij met onder anderen Erich Reischke, Gerson Fehrenbach en Yasuo Mizui in Berlijn het zogenaamde, tot 1963 durende, Mauer Symposium op. Het symposium vond met 18 deelnemers plaats in het Tiergartenpark in Berlijn, als onmiddellijke reactie op en demonstratie tegen de bouw van de Berlijnse Muur in 1961. Het symposium ontving later de Deutsche Kritikerpreis. Baumann was met Karl Prantl, Morice Lipsi en Hiromi Akiyama eveneens betrokken bij het in 1964 opgerichte beeldhouwersymposium in Vyšné Ružbachy (Okres Stará Ľubovňa) in Slowakije. In 1974 nam hij met enkele studenten deel aan een symposium op de Leonberger Heide, dat was georganiseerd door de kunstacademie van Stuttgart. De destijds gecreëerde sculpturen zijn in de loop der jaren vrijwel alle moedwillig vernield.

## Enkele werken
- 1961 : Sonnescheibe/Zonneschijf, collectie Evoluon in Eindhoven - de sculptuur werd gecreëerd tijdens het eerste Duitse Bildhauersymposion Kaisersteinbruch bij Kirchheim (Neder-Franken)
- 1961/62 : Sonne, Thielpark in Berlijn
- 1961/62 : Sonnenscheibe, Beelden in het Grugapark Essen in Essen
- 1964 : zonder titel, Sankt Margarethen im Burgenland
- 1974 : Kopfpaar, Stadtpark in Leonberg (Baden-Württemberg)
- 1988 : zonder titel, beeldenroute Kunstwegen in Nordhorn-Frenswegen

## Fotogalerij

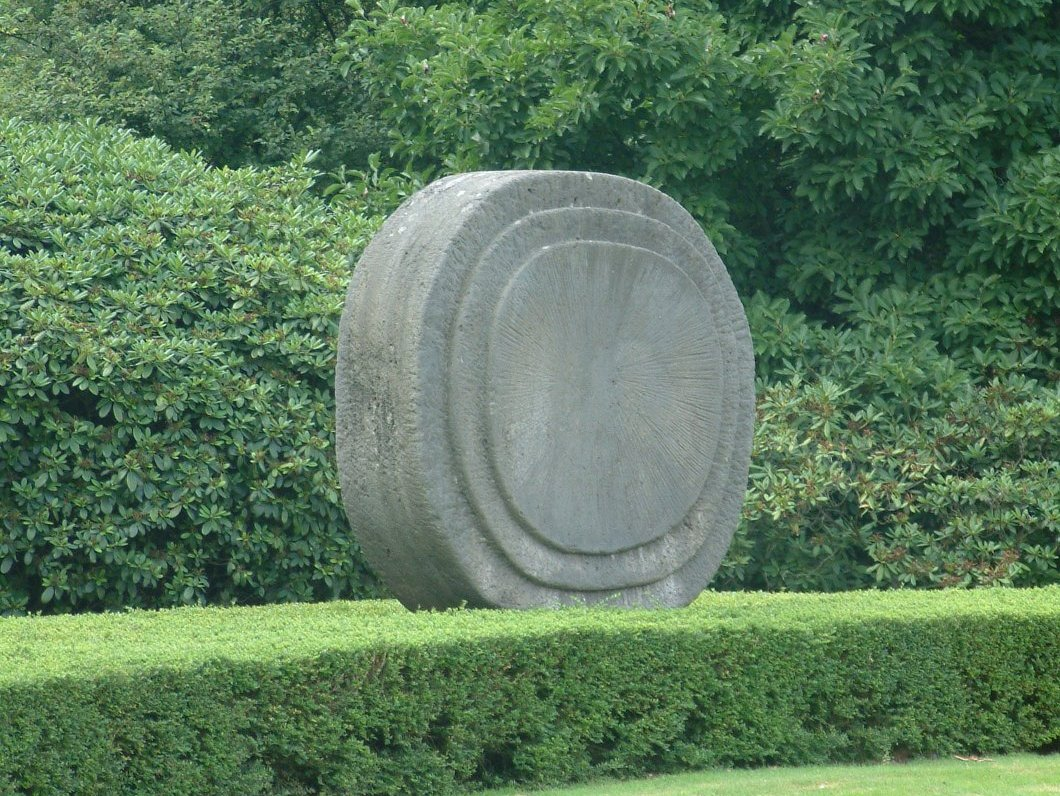
Zonneschijf (1961) in Eindhoven
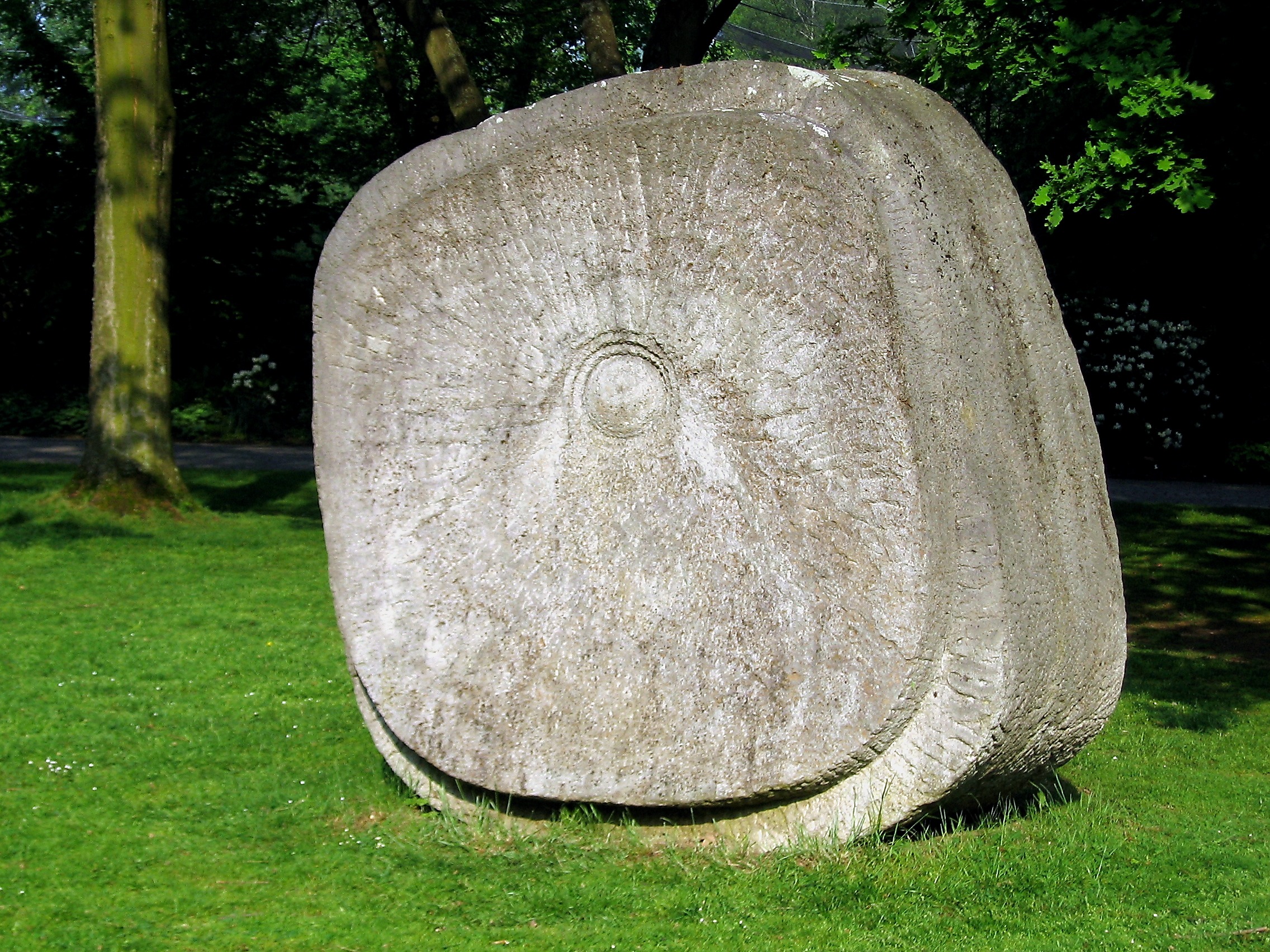
Sonnenscheibe (1961/62) in het Grugapark in Essen
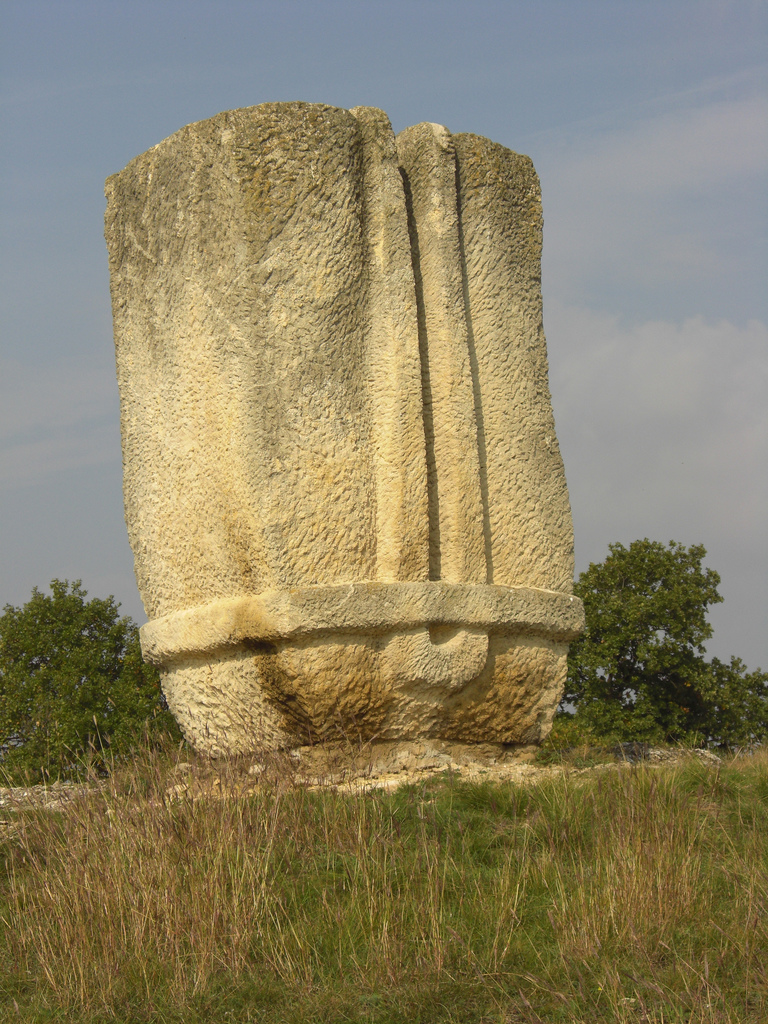
Zonder titel (1964), Sankt Margarethen im Burgenland
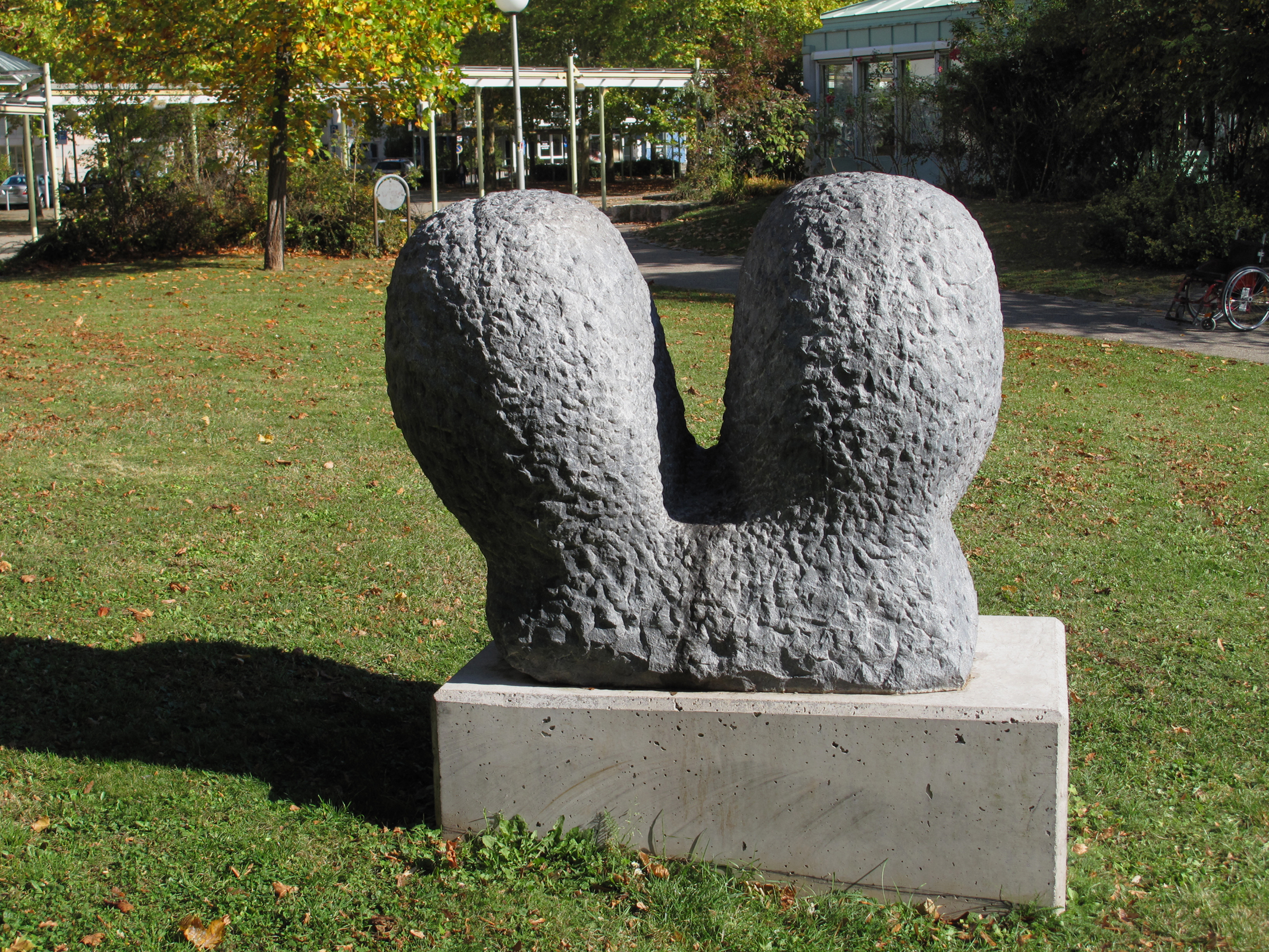
Kopfpaar (1974), Leonberg